# Porter Model 45
Porter Model 45 und Porter Model 46 waren US-amerikanische Personenwagen der obersten Preis- und Leistungsklasse. Hersteller war die American & British Manufacturing Corporation.

## Vorgeschichte

### American & British Manufacturing Corporation (A&BMC)
Über den Hersteller des Porter ist wenig bekannt. Die American & British Manufacturing Corporation (A&BMC) mit Sitz in Bridgeport (Connecticut) war ein Engineeringunternehmen mit den Schwerpunkten Maschinen- und Motorenbau sowie Rüstungsgüter. Produziert wurden Dampfmaschinen und Geschütze. Die A&BMC war ab 1905 die Muttergesellschaft der Corliss Steam Engine Company, ein angesehener Hersteller von Balancier-Dampfmaschinen nach dem von George Henry Corliss (1817–1888) entwickelten Prinzip. Zwischen 1914 und 1922 wurden zudem Nutzfahrzeuge hergestellt, darunter überwiegend technisch interessante Avant-Trains mit benzinelektrischem Antrieb. Diese Fahrzeuge wurden unter den Markennamen A & B sowie American & British verkauft.

### Finley Robertson Porter

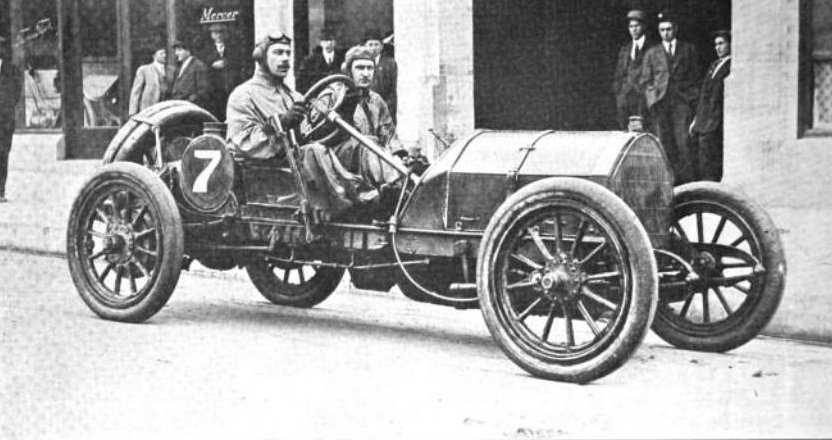
Charles Bigelow und Rennmechaniker auf Mercer 35 Raceabout an einem unbekannten Autorennen um 1911

Finley Robertson Porter (1871–1964) aus Lowell (Ohio) war ein Konstrukteur ohne formellen Abschluss in Ingenieurwissenschaften. Als Werkleiter, Chefingenieur und Leiter des Rennteams der Mercer Automobile Company in Trenton (New Jersey) war er verantwortlich für Bau und Einsatz des wohl erfolgreichsten Sport- und Rennwagens seiner Zeit, des Type 35 Raceabout mit T-Kopf-Motor.

### Finley Robertson Porter Company und F.R.P.

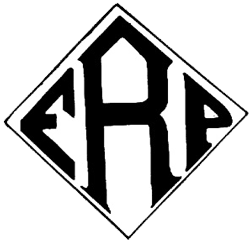
Markenlogo

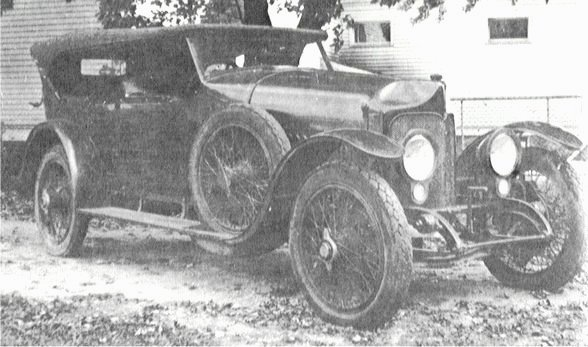
F.R.P. Model 45 Series B Touring (1915)

Porter verließ Mercer im Streit über die künftige technische Ausrichtung der Fahrzeuge und machte sich 1914 selbständig um seine Ideen umzusetzen. Dazu gründete er die Finley Robertson Porter Company in Port Jefferson (Suffolk County auf Long Island im Bundesstaat New York). Mit dem Oberklasse-Sportwagen F.R.P. Model 45 entstand einer der stärksten und exklusivsten Personenwagen in den Vereinigten Staaten. Porter schöpfte dabei die damals bekannten Methoden des Leichtbaus konsequent aus; sowohl Fahrgestell wie Motor waren massiv gebaut, aber verhältnismäßig leicht. Allerdings konnte nur eine kleine Stückzahl hergestellt werden ehe das Unternehmen 1916 an die US-Regierung verkauft und auf die Herstellung von Rüstungsmaterial, insbesondere Flugzeugmotoren, umgestellt wurde. Diese kurze Zeit reichte um die Fachwelt zu beeindrucken. Die kurze Entwicklungszeit und die knappen Ressourcen legen nahe, dass es technisch verwandt war mit dem eher erfolglosen Rennwagen Porter-Knight mit Schiebermotor von dem drei Exemplare gebaut wurden. Alle nahmen an den 500 Meilen von Indianapolis 1915 teil und alle fielen im Rennen aus. Der F.R.P. Model 45 war in drei Radständen erhältlich, wobei der kürzeste für Speedster und der längste für Repräsentationsfahrzeuge gedacht war. Eine Version des F.R.P. mit Vierventiltechnik scheint nicht mehr zur Ausführung gekommen zu sein. Während dem Ersten Weltkrieg gehörte F.R. Porter als Testingenieur zum Team, das in Dayton (Ohio) den Liberty-Flugzeugmotor entwickelte. Die Finley Robertson Porter Company wurde 1918 abgewickelt. Porter blieb beim Flugzeugbau und arbeitete als Konstrukteur für den Flugzeughersteller Curtiss in Garden City (New York).

### Modellgeschichte
Porter war in seiner Position bei Curtiss zufrieden und beabsichtigte nicht mehr, in den Automobilbau zurückzukehren. An einer Verwertung seiner Patente aus der F.R.P.-Zeit war er jedoch interessiert.   Wie der Kontakt zur A&BMC zustande kam und wie die Konditionen gestaltet wurden, ist unbekannt. Möglich ist, dass A&BMC nur im Auftrag fertigte, plausibler ist jedoch, das Unternehmen Nutzungsrechte und noch vorhandene Bestandteile des F.R.P. Model 45 erhielt und die Produktion auf eigene Rechnung betrieb. Mit dem Vertrieb wurde das New Yorker Automobilhandelshaus Morton W. Smith Company beauftragt. Robert B. Porter, ein Sohn von F.R. Porter und ab 1915 Konstrukteur für F.R.P., übernahm als Chefingenieur die technische Leitung.
Porter hatte für den F.R.P. Model 45 die damals bekannten Methoden des Leichtbaus konsequent ausgenützt; sowohl Fahrgestell wie Motor waren massiv und trotzdem verhältnismäßig leicht gebaut. Der ursprüngliche Entwurf war zwar mittlerweile einige Jahre alt, für das neue Modell musste er trotzdem nur leicht überarbeitet werden. Von 1919 bis 1922 wurde es als Porter Model 45 und 46 produziert. Die Leistung wurde nun mit 125 HP vermerkt und es wurde nur noch ein Fahrgestell angeboten, das mit 142 Zoll (3607 mm) Radstand für den Markt für Repräsentationswagen geeignet war. Das Chassis alleine kostete 6750 US$, was etwa dem Gegenwert von 12 kompletten Ford Modell T entsprach. Karossiert kam ein Porter leicht auf über 10.000 US$ zu stehen. Das Auto konnte dem enormen Konkurrenzdruck in diesem Marktsegment und der Wirtschaftskrise von 1922 nicht standhalten.

## Technik

### Motor
Kernstück des Porter ist der mächtige, von Finlay Porter konstruierte Motor. Wie gesehen, wurde er vom F.R.P. übernommen. 1919 war er immer noch einer der stärksten Pkw-Motor, der in den Vereinigten Staaten hergestellt wurde. Eine Quelle meint, dass seine Leistung weiter verbessert wurde. Genannt werden 125 bhp (93,2 kW) für den Porter und 100 bhp (74,5 kW) für den F.R.P. Wie die Leistungssteigerung erreicht wurde, geht aus den Quellen nicht hervor. Porter hatte zwar noch für den F.R.P. eine Ausführung mit Vierventil-Zylinderkopf konstruiert, doch scheint diese nicht mehr verwendet worden zu sein. Ob das für den Porter zutraf, ist unklar. Die nachstehende Beschreibung eines Zweiventil-Motors wurde für den F.R.P. Model 45 erstellt.
Er ist als sehr großer, wassergekühlter Vierzylinder ausgelegt und wiegt nur 580 lb (ca. 260 kg). Er besteht überwiegend aus Aluminiumlegierungen, so auch der aus einem Stück gegossene Motorblock. Überdies sind Kurbelwelle, Nockenwelle und sogar die Ventilstößel hohl resp. mit Bohrungen zur Gewichtsreduktion versehen. Der Motor wird als valve-in-head, also mit hängenden Ventilen beschrieben, gleichzeitig wird erwähnt, dass die Nockenwelle ebenfalls oben angebracht ist. Somit trifft die heutige Bezeichnung OHC-Ventilsteuerung auf diese Konstruktion zu. Die Wirkung der Ventilfedern auf die Kipphebel wird mit zusätzlichen Federn verstärkt.
Der Nockenwellenantrieb erfolgt mittels einer vorn an der Kurbelwelle senkrecht angebrachten Welle mit Schneckenantrieb in einem Ölbad. Pro Zylinder gibt es je ein über Kipphebel gesteuertes Ein- und Auslassventil. In geschlossenem Zustand bilden die Ventile einen hemisphärischen Brennraum. Die Kurbelwelle aus Chromvanadiumstahl ist dreifach gelagert.
Die Motorschmierung erfolgt kombiniert mittels Ölpumpe und Schleuderschmierung.
Die Wasserkühlung arbeitet mit einer Wasserpumpe, diese ist zumindest beim F.R.P. als Zentrifugalpumpe ausgelegt.
Zur Zylinderbohrung und demzufolge auch zum Hubraum gibt es leicht abweichende Angaben. Die meisten Quellen nennen eine Bohrung von 4,6 Zoll (116,84 mm) und einen Hub von 6,75 Zoll (171,45 mm). Daraus ergibt sich ein Hubraum von 448,7 c.i.
(7353 cm³). Alternativ wird eine Bohrung von 4⅝ entsprechend 4,625 Zoll (117,475 mm) genannt; bei gleichem Hub ergibt das 453,6 c.i. (7433 cm³) oder gerundet 454 c.i. Diesen Hubraum nennen mehrere Quellen. Es ist nicht direkt nachprüfbar, welche Angabe korrekt ist. Einen Hinweis liefert aber das aus Bohrung und Zylinderzahl errechnete N.A.C.C.-Rating, das mit 33,86 HP vermerkt ist. Laut Tabelle ergibt eine Bohrung von 4½ Zoll 32,40 HP und von 4,625 Zoll resp. 4⅝ Zoll 34,23 HP.
Die Gemischaufbereitung erfolgte mit einem Zenith-Vergaser.
Eine Quelle listet mehrfach Herschell-Spillman als Motorenlieferant. Ein Serienmotor dieses bekannten Herstellers ist jedoch in keiner anderen Quelle vermerkt. Möglicherweise lieferte das Unternehmen Motorblöcke und andere Komponenten nach F.R. Porters Vorgaben. Bei F.R.P. hatte man noch Wert darauf gelegt, praktisch jeden Bestandteil selber zu fertigen. The Old Motor erwähnt einen Bericht in The Motor Age vom 31. März 1917, wonach ein Vierventilkopf entwickelt werden sollte. Der Bericht liegt nicht vor; eine tatsächliche Realisierung ist nicht nachweisbar. Immerhin scheinen diese Daten Eingang in manche Nachschlagewerke gefunden zu haben. Das ist verwirrend, denn die Produktion endete ja 1916 und wurde nicht wieder aufgenommen.

### Kraftübertragung
Die Kraftübertragung erfolgt über ein Viergang-Schaltgetriebe, dessen oberster Gang direkt ausgelegt ist. Ferner wird eine Einscheiben-Konuskupplung verwendet. Die Kardanwelle wir zu einem als Kegelradgetriebe ausgeführten Differential geführt.

### Fahrgestell und Aufhängung
Das Fahrzeug ist als Rechtslenker ausgelegt.
Zum Fahrgestell wird erwähnt, dass es ebenfalls aus Chrom-Vanadiumstahl besteht. Henry Fords Metallurge Childe Harold Wills hatte eine solche Legierung für das Ford Modell T entwickelt. Zeitgenössische Illustrationen zeigen einen massiven konventionellen Leiterrahmen mit Starrachsen vorn und hinten. An der Hinterachse sind Halbelliptik-Blattfedern belegt, an der Vorderachse auf Abbildungen sichtbar. Die Hinterachse wird als full floating beschrieben. Demnach ist sie so konstruiert, dass ihre Halbwellen von Querkräften befreit sind. Das äußere Wellenende steckt in der Radnabe.
Die Fußbremse wirkt auf Trommeln an der Hinterachse und der Handbremshebel auf eine weitere Bremstrommel am Getriebe.
Vorgesehen waren Räder der Dimension 35 ×5 Zoll; üblich in dieser Wagenklasse waren demountable rims, also ein abnehmbarer Felgenkranz.

### Karosserien

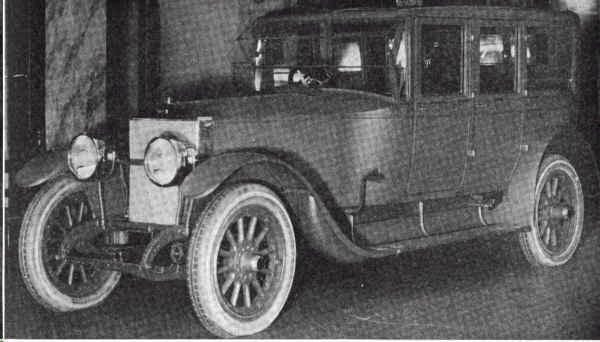
Porter Model 45 Sedan (1919)

Das lange Fahrgestell war eine sehr gute Basis für Repräsentationswagen. Bekannt sind Aufbauten führender Karossiers wie Brewster, Demarest oder Fleetwood. Wie schon beim F.R.P. stellte Holbrook Werkskarosserien, darunter sogar einen Speedster. Mit 12 Fahrzeugen karossierte indes die Blue Ribbon Body Company in Bridgeport die meisten Porter. Das Design wurde modernisiert und erhielt eine strengere Linienführung. Der Umriss des Kühlers erinnerte nun an Rolls-Royce.

## Übersicht Porter Model 45 und 46
| Modell Rating  | MJ   | Motor                                          | Hubraum  | Leistung bhp / kW | Radstand | Karosserie             | Preis      | Bemerkungen                                                                           |
| -------------- | ---- | ---------------------------------------------- | -------- | ----------------- | -------- | ---------------------- | ---------- | ------------------------------------------------------------------------------------- |
| 45/46 33,86 HP |      | 4 Zyl.; Reihe; ohc Porter / Herschell-Spillman | 7353 cm³ | 125 / 93,2        | 3607 mm  | Fahrgestell            | US$ 6750,- | Dieser Preis scheint reduziert worden zu sein; vgl. 1922.                             |
| 45/46 33,86 HP | 1919 | 4 Zyl.; Reihe; ohc Porter / Herschell-Spillman | 7353 cm³ | 125 / 93,2        | 3607 mm  | Touring                |            |                                                                                       |
| 45/46 33,86 HP | 1920 | 4 Zyl.; Reihe; ohc Porter / Herschell-Spillman | 7353 cm³ | 125 / 93,2        | 3607 mm  | Roadster, 2 Pl.        | US$ 9200,- | Roadster waren üblich mit 2, 3 oder 4 Sitzen.                                         |
| 45/46 33,86 HP | 1920 | 4 Zyl.; Reihe; ohc Porter / Herschell-Spillman | 7353 cm³ | 125 / 93,2        | 3607 mm  | Touring, 7 Pl.         | US$ 9400,- |                                                                                       |
| 45/46 33,86 HP | 1920 | 4 Zyl.; Reihe; ohc Porter / Herschell-Spillman | 7353 cm³ | 125 / 93,2        | 3607 mm  | Chauffeur-Limousine    |            |                                                                                       |
| 45/46 33,86 HP | 1920 | 4 Zyl.; Reihe; ohc Porter / Herschell-Spillman | 7353 cm³ | 125 / 93,2        | 3607 mm  | Inside Drive Limousine |            |                                                                                       |
| 45/46 33,86 HP | 1921 | 4 Zyl.; Reihe; ohc Porter / Herschell-Spillman | 7353 cm³ | 125 / 93,2        | 3607 mm  | Roadster, 2 Pl.        |            |                                                                                       |
| 45/46 33,86 HP | 1921 | 4 Zyl.; Reihe; ohc Porter / Herschell-Spillman | 7353 cm³ | 125 / 93,2        | 3607 mm  | Roadster, 4 Pl.        |            |                                                                                       |
| 45/46 33,86 HP | 1921 | 4 Zyl.; Reihe; ohc Porter / Herschell-Spillman | 7353 cm³ | 125 / 93,2        | 3607 mm  | Touring, 6 Pl.         |            |                                                                                       |
| 45/46 33,86 HP | 1921 | 4 Zyl.; Reihe; ohc Porter / Herschell-Spillman | 7353 cm³ | 125 / 93,2        | 3607 mm  | Touring, 7 Pl.         |            |                                                                                       |
| 45/46 33,86 HP | 1921 | 4 Zyl.; Reihe; ohc Porter / Herschell-Spillman | 7353 cm³ | 125 / 93,2        | 3607 mm  | Chauffeur-Limousine    |            |                                                                                       |
| 45/46 33,86 HP | 1921 | 4 Zyl.; Reihe; ohc Porter / Herschell-Spillman | 7353 cm³ | 125 / 93,2        | 3607 mm  | Coupé de Ville         |            | gemeint ist offenbar ein Town Brougham mit offenem Fahrerplatz und 2–3 Sitzen im Fond |
| 45/46 33,86 HP | 1922 | 4 Zyl.; Reihe; ohc Porter / Herschell-Spillman | 7353 cm³ | 3607 / 93,2       | 3697 mm  | Roadster               | US$ 6750,- |                                                                                       |
| 45/46 33,86 HP | 1922 | 4 Zyl.; Reihe; ohc Porter / Herschell-Spillman | 7353 cm³ | 125 / 93,2        | 3607 mm  | Touring, 5 Pl.         | US$ 6750,- |                                                                                       |
| 45/46 33,86 HP | 1922 | 4 Zyl.; Reihe; ohc Porter / Herschell-Spillman | 7353 cm³ | 125 / 93,2        | 3607 mm  | Touring, 7 Pl.         | US$ 6750,- |                                                                                       |
| 45/46 33,86 HP | 1922 | 4 Zyl.; Reihe; ohc Porter / Herschell-Spillman | 7353 cm³ | 125 / 93,2        | 3607 mm  | Sedan                  | US$ 7800,- |                                                                                       |

## Produktionszahlen
Über die Stückzahl gibt es keine genauen Zahlen. Fest steht, dass Material für 10 F.R.P.-Fahrzeuge eingekauft worden ist. Hergestellt wurden, je nach Quelle, zwischen 3 und 12  F.R.P.; das Seal Cove Museum nennt neun. Der Porter wurde von 1919 bis 1922 gebaut. Es entstanden je nach Quelle nur 34, 36 oder 40 Exemplare.
Die niedrigen Stückzahlen des F.R.P. sind nachvollziehbar wegen der Fertigung praktisch aller Bestandteile im Haus und wegen der abgebrochenen Produktion nach der Übernahme durch die Regierung. Dass nur so wenige Porter gebaut wurden, hängt mit einer falschen Einschätzung des Marktes, dem schwierigen wirtschaftlichen Umfeld und der Tatsache zusammen, dass das Konzept des Porter nicht mehr neu war und hochpreisige Vierzylinder-Automobile immer weniger gefragt waren. Diese Erfahrung machten auch jene Hersteller, die ähnlich exotische Duesenberg Walking Beam und Rochester-Duesenberg-Vierzylinder verwendeten, darunter Argonne, Biddle, Kenworthy, Meteor, Revere, Richelieu und Roamer.

## F.R.P. und Porter heute
Lange vermutete man, dass keines dieser Fahrzeuge mehr existieren würden, was eine Art Legendenbildung um den zu seiner Zeit stärksten amerikanischen Personenwagen befeuerte. Der Unternehmer und Begründer einer der zu seiner Zeit größten Sammlungen seiner Zeit, William F. Harrah (1911–1978), suchte ab den 1960er Jahren öffentlich nach einem solchen Fahrzeug. Es stand zuoberst auf seiner Suchliste und er setzte sogar eine Belohnung aus für Hinweise, die zu einem Erwerb führten. Tatsächlich konnte im Oktober 1975 ein F.R.P. Series B (Baujahr 1915, Fahrgestell Nr. 5) mit einer Touring-Karosserie von Brewster erworben  und bis 1977 restauriert werden. Das Auto befindet sich mittlerweile im Besitz des Seal Cove Auto Museum auf Mount Desert Island (Maine). Inzwischen ist auch ein F.R.P. Series A Speedster von 1914 bekannt.
Hingegen scheint kein Porter mehr zu existieren.

## Vergleichbare Modelle (Auswahl)

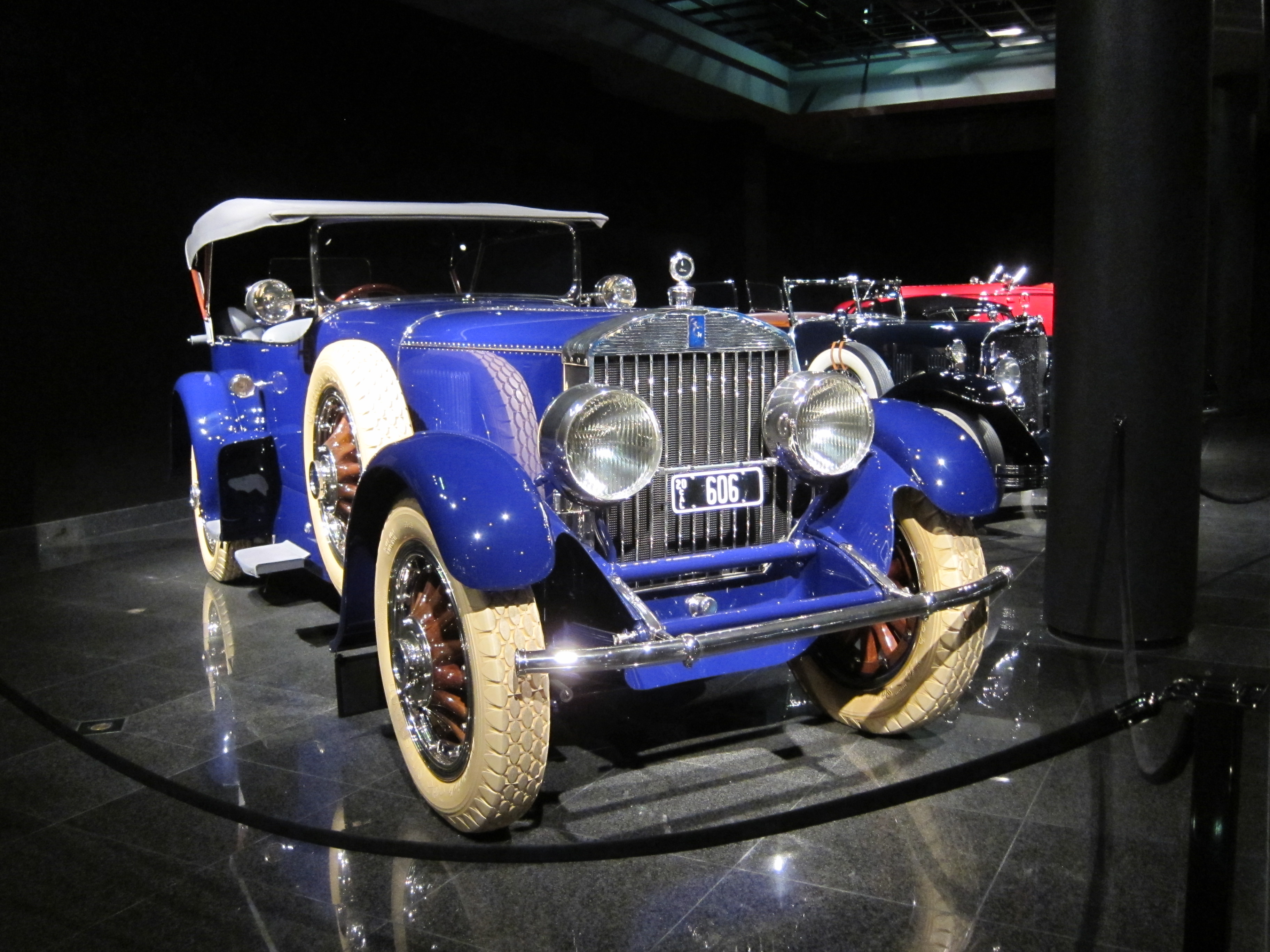
Pierce-Arrow Model 66-A-4 Don Lee Touring (1919)

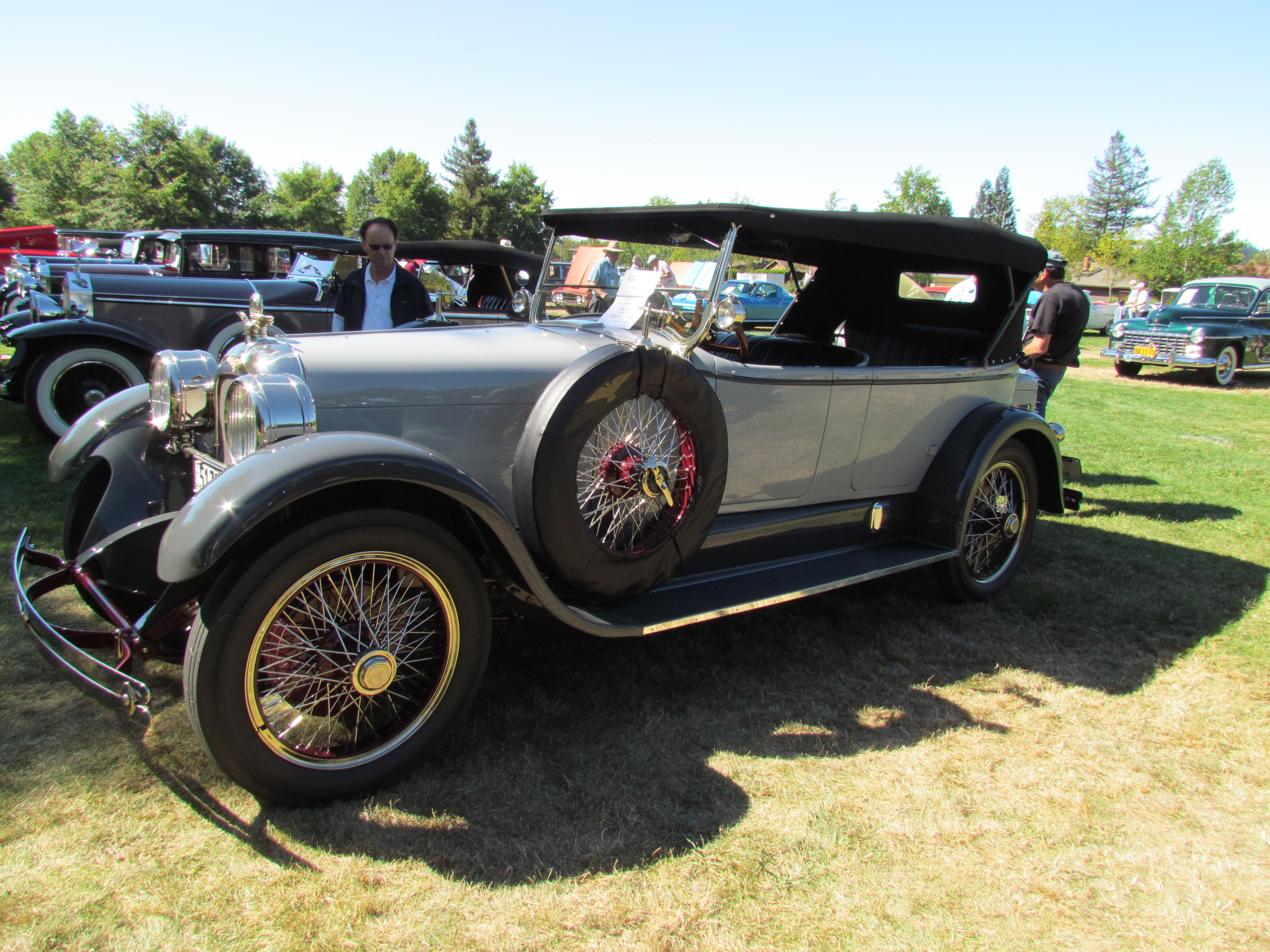
Duesenberg Model A Millspaugh & Irish Touring (1922)

- Argonne Motor Car Company, Jersey City, (New Jersey); 1919–1920.[27]
Argonne Model D; Motor Rochester-Duesenberg Vierzylinder G-3; 4,9 Liter; 71 bhp
- Duesenberg Automobile & Motor Company, Indianapolis, (Indiana); 1920–1926
Duesenberg Model A Motor Duesenberg Achtzylinder
- Fageol Truck & Coach Company, Oakland, (Kalifornien)
- Kenworthy Motors Corporation, Mishawaka (Indiana); 1920–1921.[28]
Kenworthy 4-80; Motor Rochester-Duesenberg Vierzylinder G-3; 4,9 Liter; 71 bhp
- Locomomobile Company of America, Bridgeport, (Connecticut)
Locomobile Model 48
- Mercury Motor Car Company (Cleveland, Ohio); 1920–1921.[29]
Mercury Model H; Motor Rochester-Duesenberg Vierzylinder G-3; 4,9 Liter; 71 bhp

H auch mit Rochester-Duesenberg G-1; 5,6 Liter; 81 bhp
- Meteor Motors, Inc., (Philadelphia, Pennsylvania); 1919–1922.[30]
Meteor Series K; Motor Rochester-Duesenberg Vierzylinder G-3; 4,9 Liter; 71 bhp
Meteor Series R; Motor Rochester-Duesenberg Vierzylinder G-1; 5,6 Liter; 81 bhp
- Packard Motor Car Company; Detroit; (Michigan); 1899–1958
Packard Twin Six Series 3–38; Motor Packard V12;
- Pierce-Arrow Motor Car Company; Buffalo (New York); 1901–1938
Pierce-Arrow Model 31; Motor Pierce-Arrow Sechszylinder
Pierce-Arrow Model 51; Motor Pierce-Arrow Sechszylinder
Pierce-Arrow Model 32; Motor Pierce-Arrow Sechszylinder
Pierce-Arrow Model 33; Motor Pierce-Arrow Sechszylinder
- M. H. Carpenter (Phianna); Long Island City (New York)[31]
Phianna Model R; Motor Phianna Vierzylinder[31]  287,6 c.i. 25,5 bhp
- Preston Motors Corporation (Premocar); Birmingham; (Alabama)
Premocar 4-80; Motor Rochester-Duesenberg Vierzylinder G-3; 4,9 Liter; 71 bhp
- Revere Motor Company, Logansport, (Indiana)
Revere Model A; auch mit Motor Rochester-Duesenberg Vierzylinder G-1; 5,6 Liter; 81 bhp
Revere Model C; auch mit Motor Rochester-Duesenberg Vierzylinder G-1; 5,6 Liter; 81 bhp
Revere Model D; auch mit Motor Rochester-Duesenberg Vierzylinder G-1; 5,6 Liter; 81 bhp
- Roamer Motor Car Company; Kalamazoo (Michigan), Streator (Illinois) und Toronto (Kanada); 1916–1929.[32]
Roamer D4-75 mit Motor Rochester-Duesenberg G-1; 5,6 Liter; 81 bhp
Roamer D4-85 Speedster mit Motor Rochester-Duesenberg G-1; 5,6 Liter; 81 bhp
- Simplex Automobile Company; New York City; (New York); 1920–1926 und
- Crane-Simplex Company; Long Island City (New York); 1922
Simplex Crane Model 5 resp. Crane-Simplex Model 5; Motor Crane Sechszylinder G-3; 4,9 Liter; 71 bhp
- Walden W. Shaw Livery Company; Chicago (Illinois); 1920–1921[33]
Shaw mit Motor Rochester-Duesenberg G-1; 5,6 Liter; 81 bhp.[33]
Colonial mit Motor Rochester-Duesenberg G-1; 5,6 Liter; 81 bhp[34]

## Weblinks

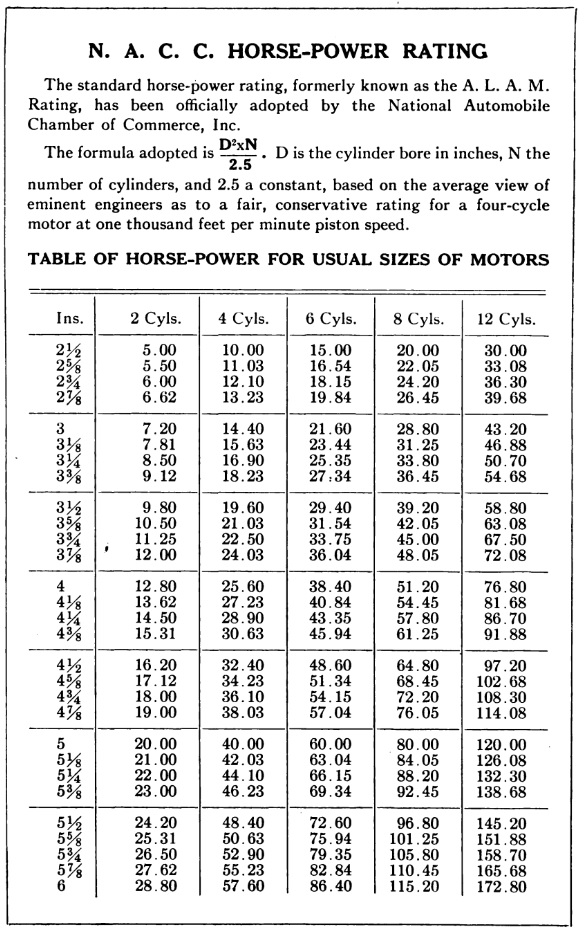
N.A.C.C.-Rating. Diese Formel wurde 1903 eingeführt und blieb in den USA in Gebrauch, bis sie in den 1920er Jahren vom SAE-PS abgelöst wurde.